# Srbská hymna
Hymna Srbska je skladba Bože pravde (česky Spravedlivý Bože). Autorem skladby je Davorin Jenko a text napsal Jovan Đorđević roku 1872. Hymna byla rovněž do 16. července 2008 s drobnými odlišnostmi hymnou Republiky Srbské v Bosně a Hercegovině.

## Text
| Боже правде srbská cyrilice Боже правде, ти што спасе од пропасти до сад нас, чуј и одсад наше гласе и од сад нам буди спас. Моћном руком води, брани будућности српске брод, Боже спаси, Боже храни, српске земље, српски род! Сложи српску браћу драгу на свак дичан славан рад, слога биће пораз врагу а најјачи српству град. Нек на српској блиста грани братске слоге знатан плод, Боже спаси, Боже храни српске земље, српски род! Нек на српско ведро чело твог не падне гнева гром Благослови Србу село поље, њиву, град и дом! Кад наступе борбе дани к' победи му води ход Боже спаси, Боже храни српске земље, српски род! Из мрачнога сину гроба српске славе нови сјај настало је ново доба Нову срећу, Боже дај! Отаџбину српску брани пет вековне борбе плод Боже спаси, Боже брани моли ти се српски род! | Bože pravde srbská latinka Bože pravde, ti što spase od propasti do sad nas, čuj i odsad naše glase i od sad nam budi spas Moćnom rukom vodi, brani budućnosti srpske brod, Bože spasi, Bože hrani srpske zemlje, srpski rod! Složi srpsku braću dragu na svak dičan slavan rad sloga biće poraz vragu a najjači srpstvu grad. Nek na srpskoj blista grani bratske sloge znatan plod Bože spasi, Bože hrani srpske zemlje, srpski rod! Nek na srpsko vedro čelo tvog ne padne gneva grom Blagoslovi Srbu selo polje, njivu, grad i dom! Kad nastupe borbe dani k pobedi mu vodi hod Bože spasi, Bože hrani srpske zemlje, srpski rod! Iz mračnoga sinu groba srpske slave novi sjaj nastalo je novo doba Novu sreću, Bože daj! Otadžbinu srpsku brani pet vekovne borbe plod Bože spasi, Bože brani moli ti se srpski rod! | Spravedlivý Bože český překlad Spravedlivý Bože, Ty co jsi nás dosud chránil od zkázy, Vyslyš i teď naše hlasy a buď nám spásou i nadále. Mocnou rukou veď, braň budoucnosti srbské loď, Bože, spas a ochraňuj srbské země, srbský rod! Sjednoť srbské bratry drahé pro každou hrdou a slavnou práci, Jednota bude porážka nepřátel a nejsilnější Srbů tvrz. Nechť na srbské větvi bratrské jednoty blyští se velký plod, Bože, spas a ochraňuj srbské země, srbský rod. Nechť na hrdé srbské čelo nedopadne tvého hněvu hrom, Blahořeči Srbovi ves, pole, louku, město a dům. Až nadejdou dny bojů, k vítězství mu kroky veď, Bože, spas a ochraňuj srbské země, srbský rod. Z temného hrobu srbské slávy vychází nová zář, Přišla nová doba, nové štěstí Bože dej! Vlast srbskou braň, pětisetletého boje plod, Bože chraň, Bože braň, modlí se k tobě srbský rod! |

V původní verzi, užívané od roku 1872 do pádu monarchie v Srbsku (resp. v Jugoslávii), se v refrénu žádalo o ochranu srbského krále, nikoli srbských zemí: "Bože spasi, Bože chrani, srpskog kralja, srpski rod.", V předposlední sloce vystupovala z temného hrobu nová záře srbské koruny, nikoli srbské slávy ("српске Круне нови сјај").